# Qinlingea
Qinlingea is een geslacht van rechtvleugeligen uit de familie sabelsprinkhanen (Tettigoniidae). De wetenschappelijke naam van dit geslacht is voor het eerst geldig gepubliceerd in 2007 door Liu & Kang.

## Soorten
Het geslacht Qinlingea  is monotypisch en omvat slechts de volgende soort:
- Qinlingea brachystylata (Liu & Wang, 1998)